# Croton menarandrae
Espèce
Classification APG II (2003)
Croton menarandrae est une espèce de plantes à fleurs du genre Croton et de la famille Euphorbiaceae présente à Madagascar.